# 1-ша гвардійська армія (СРСР)
Пе́рша гварді́йська а́рмія (1 гв. А) — загальновійськова армія у складі Збройних сил СРСР під час Німецько-радянської війни та післявоєнний час.

## Історія

### Перше формування
1-ша гвардійська армія першого формування створена 6 серпня 1942 року директивою Ставки ВГК від 5 серпня 1942 року на базі управління 2-ї резервної армії і п'яти гвардійських стрілецьких дивізій (37-ї, 38-ї, 39-ї, 40-ї і 41-ї) з безпосереднім підпорядкуванням Ставці ВГК.
9 серпня армія була включена до складу Південно-Східного фронту, 18 серпня передано Сталінградському фронту, а 28 вересня перепідпорядкована Донському фронту. Брала участь в оборонній битві на північно-західних підступах до Сталінграду, завдала ряду контрударів по противнику, що прорвався до Волги, внесла великий внесок в оборону міста.
16 жовтня армія була виведена до резерву Ставки ВГК, її війська передано до складу 24-ї армії. 25 жовтня 1942 року припинила своє існування, її польове управління пішло на формування польового управління Південно-Західного фронту 2-го формування (директива Ставки ВГК від 22 жовтня 1942 року).

#### Командування
- Командувачі:
  - генерал-лейтенант Голіков П. І. (серпень 1942 року);
  - генерал-майор артилерії Москаленко К. С. (серпень-жовтень 1942 року);
  - генерал-майор Чистяков І. М. (жовтень 1942 року);
- Член Військової ради: дивізійний комісар Абрамов Н. В. (серпень—жовтень 1942 року);
- Начальник штабу: полковник Іванов С. П. (серпень—жовтень 1942 року).

### Друге формування
1-ша гвардійська армія другого формування створена 5 листопада 1942 року (директива Ставки ВГК від 1 листопада 1942 року) в складі Південно-Західного фронту 2-го формування шляхом перетворення 63-ї армії. До складу армії увійшли 4-й та 6-й гвардійські стрілецькі, 1-й гвардійський механізований корпус, 1-ша, 153-тя і 197-ма стрілецькі дивізії.
Брала участь в Сталінградських стратегічних оборонній та наступальній операціях радянських військ. Вийшовши на берег річки Крива, прикривали правий фланг ударного угруповання фронту. Потім у взаємодії з 5-ю танковою армією створила зовнішній фронт оточення військ противника.
5 грудня 1942 року 1-ша гвардійська армія перейменована на 3-тю гвардійську армію Південно-Західного фронту 2-го формування.

#### Командування
- Командувач: генерал-лейтенант Лелюшенко Д. Д. (листопад-грудень 1942 року);
- Член Військової ради: бригадний комісар Колєсніченко І. С. (листопад-грудень 1942 року);
- Начальник штабу: генерал-майор Крупенніков І. П. (листопад-грудень 1942 року).

### Третє формування
1-ша гвардійська армія третього формування створена 8 грудня 1942 року (директива Ставки ВГК від 5 грудня 1942 року) з оперативної групи військ Південно-Західного фронту 2-го формування, а польове управління армії утворено з управління 4-ї резервної армії. До складу армії увійшли 4-й та 6-й гвардійські стрілецькі, 18-й танковий корпус та 153-тя стрілецька дивізія.
Бойові дії почала в складі Південно-Західного фронту в ході контрнаступу радянських військ під Сталінградом. У січні-лютому 1943 року вела наступ у Донбасі, в липні брала участь в Ізюм-Барвінківській наступальній операції, а в серпні-вересні — в операції по звільненню Лівобережної України. У жовтні польове управління 1-ї гвардійської армії, передавши свої війська 46-й армії, було передислоковане в район Конотопа, а потім на схід від Києва.
20 жовтня армія перепідпорядкована 3-му Українському фронту, 25 жовтня виведена в резерв Ставки ВГК, а 12 листопада включена до складу 1-го Українського фронту, де об'єднала 74-й, 94-й, 107-й стрілецькі корпуси. У листопаді-грудні війська 1-ї гвардійської армії брали участь в відбитті контрнаступу противника на київському напрямку, а з 24 грудня — у наступальній Житомирсько-Бердичівській операції. До кінця лютого 1944 року війська 1-ї гвардійської армії перегруповані в район на південний схід від Шепетівки. У березні-квітні вели наступ на напрямку головного удару фронту в Проскуровсько-Чернівецькій операції, після чого брали участь в оточенні й розгромі 1-ї танкової армії противника під Кам'янець-Подільським.
У липні-серпні 1944 року 1-ша гвардійська армія брала участь у Львівсько-Сандомирській стратегічній операції, відвоювавши 27 липня Станіслав (нині Івано-Франківськ). 5 серпня включена до складу 4-го Українського фронту 2-го формування і у вересні — жовтні брала участь у Східно-Карпатській стратегічній операції, вийшла на територію Закарпатської України і перетнула кордон Чехословаччини. У ході Західно-Карпатської стратегічної операції 1945 року 1-ша гвардійська армія з частиною сил 1-го чехословацького армійського корпусу прорвала оборону противника і, переслідуючи його, вийшла до Моравсько-Остравського промислового району Чехословаччини. Подолавши оборонні обводи, 30 квітня війська армії у взаємодії з 38-ю армією звільнили цей великий промисловий район. Армія з боями пройшла від східних кордонів Чехословаччини до Праги.
У серпні 1945 року 1-ша гвардійська армія припинила своє існування.

#### Командувачі
- Командувачі армією:
  - генерал-лейтенант, з травня 1943 року генерал-полковник Кузнецов В. І. (грудень 1942 — грудень 1943 року);
  - генерал-полковник Гречко А. А. (грудень 1943 — до кінця війни);
- Члени Військової ради:
  - генерал-майор Рибінський І. Д. (грудень 1942 року — серпень 1943 року);
  - генерал-майор Васильєв І. В. (серпень 1943 року — серпень 1944 року);
  - полковник Шевяков М. В. (серпень 1944 року);
  - генерал-майор Ісаєв К. П. (серпень 1944 — до кінця війни);
- Начальники штабу:
  - генерал-майор Шлемін І. Т. (грудень 1942 року — січень 1943 року);
  - генерал-майор Панюхов В. В. (січень 1943 року — січень 1944 року);
  - генерал-майор Хетагуров Г. І. (січень 1944 — квітень 1944 року);
  - генерал-лейтенант Батюня А. Г. (квітень 1944 — до кінця війни).